# Gomesa paranensoides
Gomesa paranensoides är en orkidéart som beskrevs av Mark W. Chase och Norris Hagan Williams. Gomesa paranensoides ingår i släktet Gomesa och familjen orkidéer. Inga underarter finns listade i Catalogue of Life.